# Cascadehumle

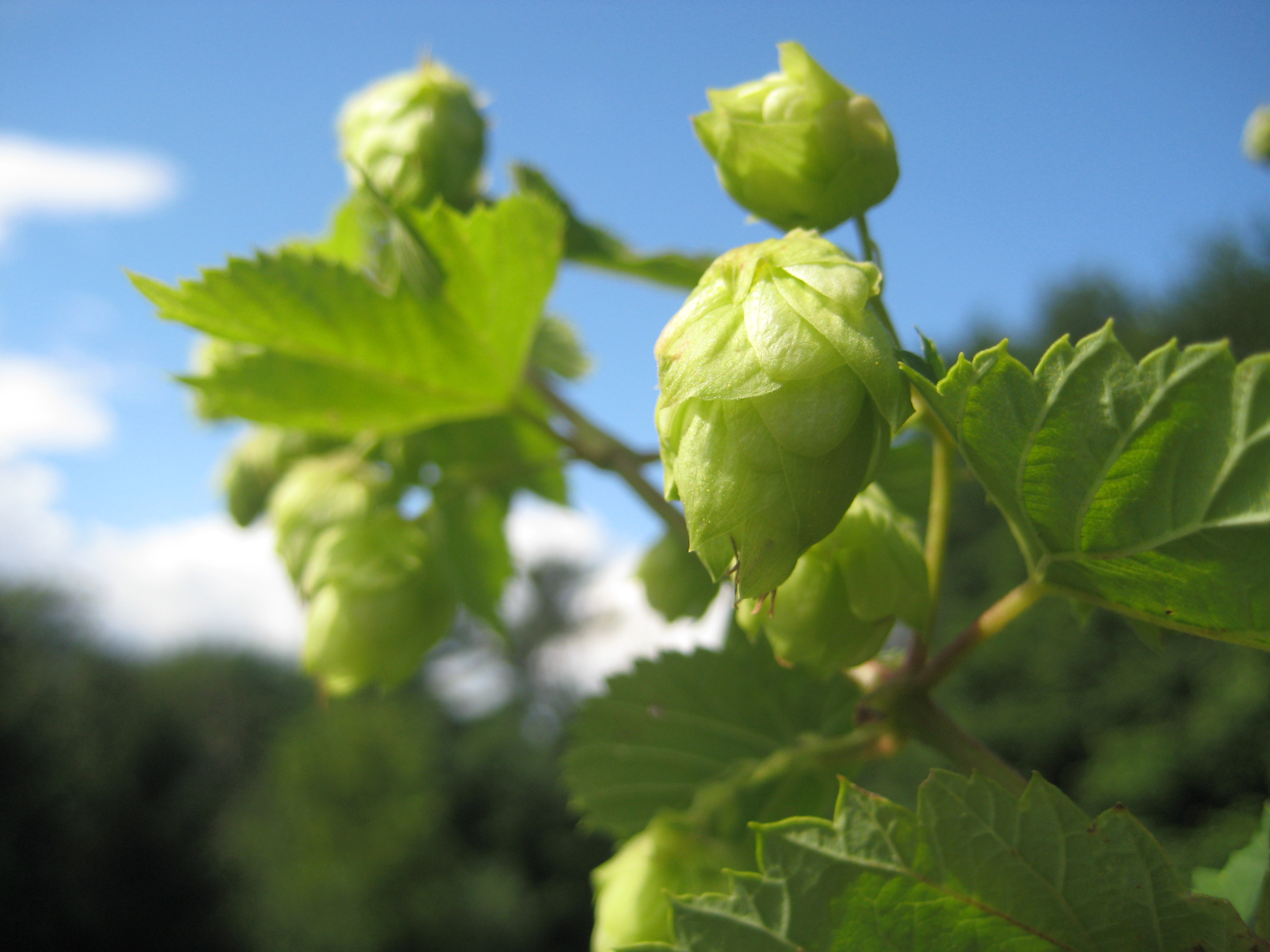
Cascadehumle

Cascadehumle är en sort av humle som bland annat odlas i Kaskadbergen i västra Nordamerika. Humlen togs fram i ett växtförädlingsprogram inom USA:s jordbruksdepartement och släpptes för odling 1972.